# Charlottenthal (Liepe)

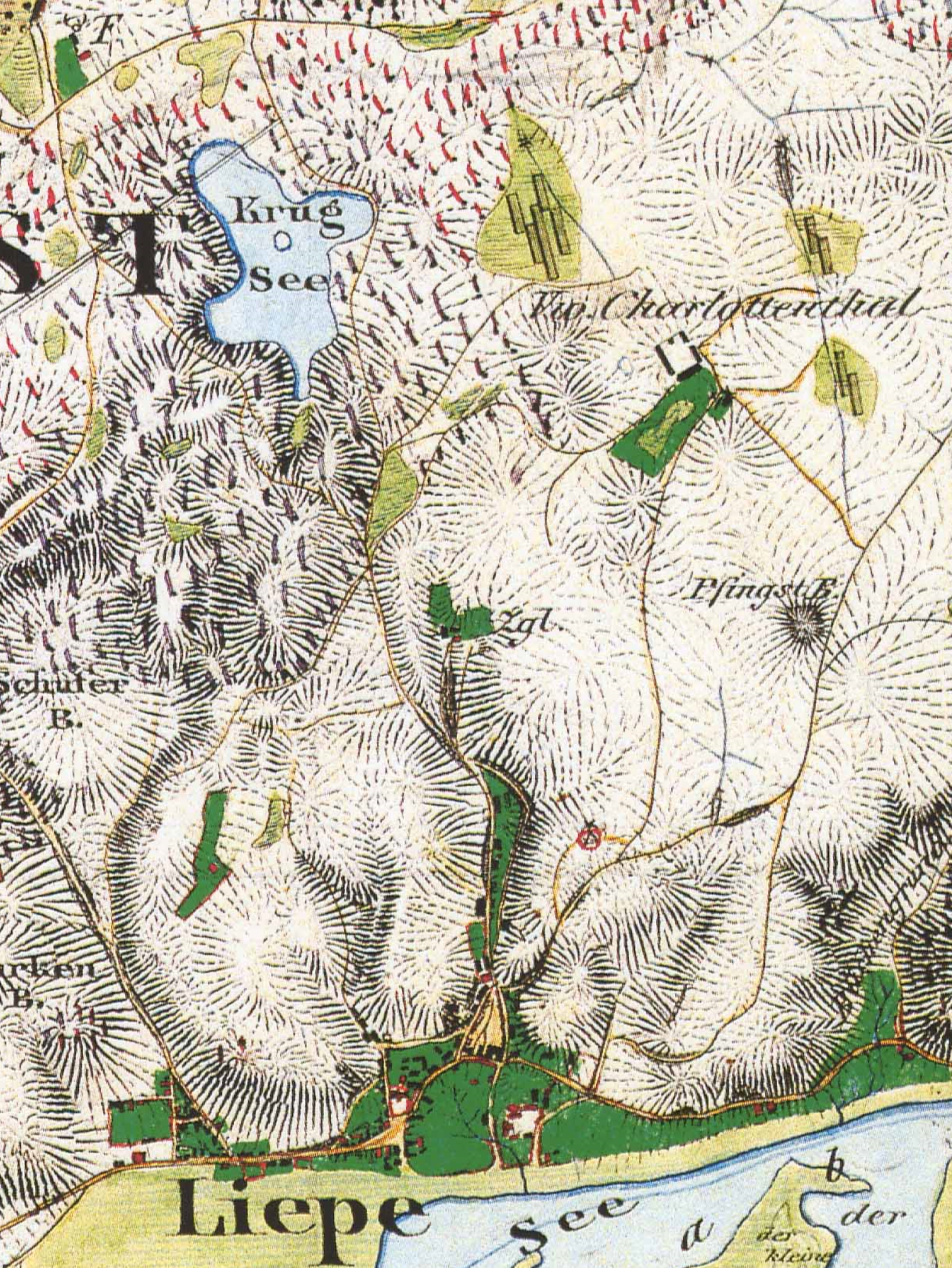
Gemeinde Liepe mit dem ehemaligen Vorwerk Charlottenthal, Ausschnitt aus dem Urmesstischblatt 3149 Falkenberg von 1844

Charlottenthal war ein Vorwerk auf der Gemarkung der Gemeinde Liepe im Landkreis Barnim (Brandenburg). Das Vorwerk wurde 1811 aufgebaut und 1874 letztmals erwähnt; es wurde vermutlich bald nach 1874 abgebrochen.

## Lage
Das Vorwerk Charlottenthal lag rund 600 m südwestlich von Lieper Vorwerk, rund 1,5 km nordnordöstlich des Ortskerns von Liepe und rund 500 m nordwestlich des 93 m hohen Pfingstberges gelegen. Das Vorwerk lag auf etwa 75 m ü. NHN.

## Geschichte
Die erste Notiz über das Vorwerk Charlottenthal findet sich im Amts-Blatt der Königlichen Regierung zu Potsdam von 1817. Nach der dortigen Notiz vom 15. April 1817 (S. 140) hat das von dem Oberförster Bartikow im Jahr 1811 neu erbaute Vorwerk den Namen Charlottenthal erhalten. 1840 bestand das Vorwerk aus vier Wohnhäusern und hatte 81 Einwohner. Doch schon 1858 war davon noch ein Wohnhaus und drei Wirtschaftsgebäude übrig geblieben. Die Siedlung hatte noch acht Bewohner. 1871 ist noch ein Haus und fünf Bewohner erwähnt. 1874 ist es letztmals im Amtsblatt erwähnt. Es muss bald darauf abgebrochen worden sein, denn das Vorwerk taucht dann nicht mehr in der Literatur oder in Karten auf.

## Kommunale Zugehörigkeit
Das Vorwerk Charlottenthal wurde auf der Feldmark von Liepe erbaut und gehörte zur Bauzeit noch zum Stolpirischen Kreis der Uckermark. Mit der Kreisreform von 1816/17 kam Liepe zum Kreis Angermünde. Es gehörte später zum Gemeindebezirk Liepe und kam mit diesem 1874 zum Amtsbezirk 14 Liepe des Kreises Angermünde. Amtsvorsteher war der Fabrikbesitzer Gramberg in Liepe, sein Stellvertreter war der Leutnant a. D. Roeseler in Niederfinow.
Mit der ersten Kreisreform von 1950 wurde Liepe dem Kreis Oberbarnim zugewiesen. In der großen Kreisreform von 1952 in der damaligen DDR wurde Liepe in den neu geschaffenen Kreis Eberswalde des Bezirkes Frankfurt transferiert. 1993 wurde der Kreis Eberswalde mit dem Kreis Bernau (mit einigen Grenzänderungen) zum Landkreis Barnim zusammengeschlossen. Bereits 1992 hatte Liepe zusammen mit vier anderen Gemeinden und der Stadt Oderberg die Verwaltungsgemeinschaft Amt Oderberg gebildet. Das Amt Oderberg wurde Ende des Jahres 2008 aufgelöst und fusionierte mit dem Amt Britz-Chorin zum Amt Britz-Chorin-Oderberg. Seither ist Liepe eine amtsangehörige Gemeinde dieses Amtes.
| Jahr      | 1840 | 1858 | 1871 |
| Einwohner | 81   | 8    | 5    |